# رود فینلی
رود فینلی(به انگلیسی: Finlay River) رودی در کشور کانادا است.
این رود که از دریاچه توتاد سرچشمه می‌گیرد پس از طی ۴۲۰ کیلومتر به به دریاچه ویلیستون می‌ریزد.